# Mercedes-Benz L3000

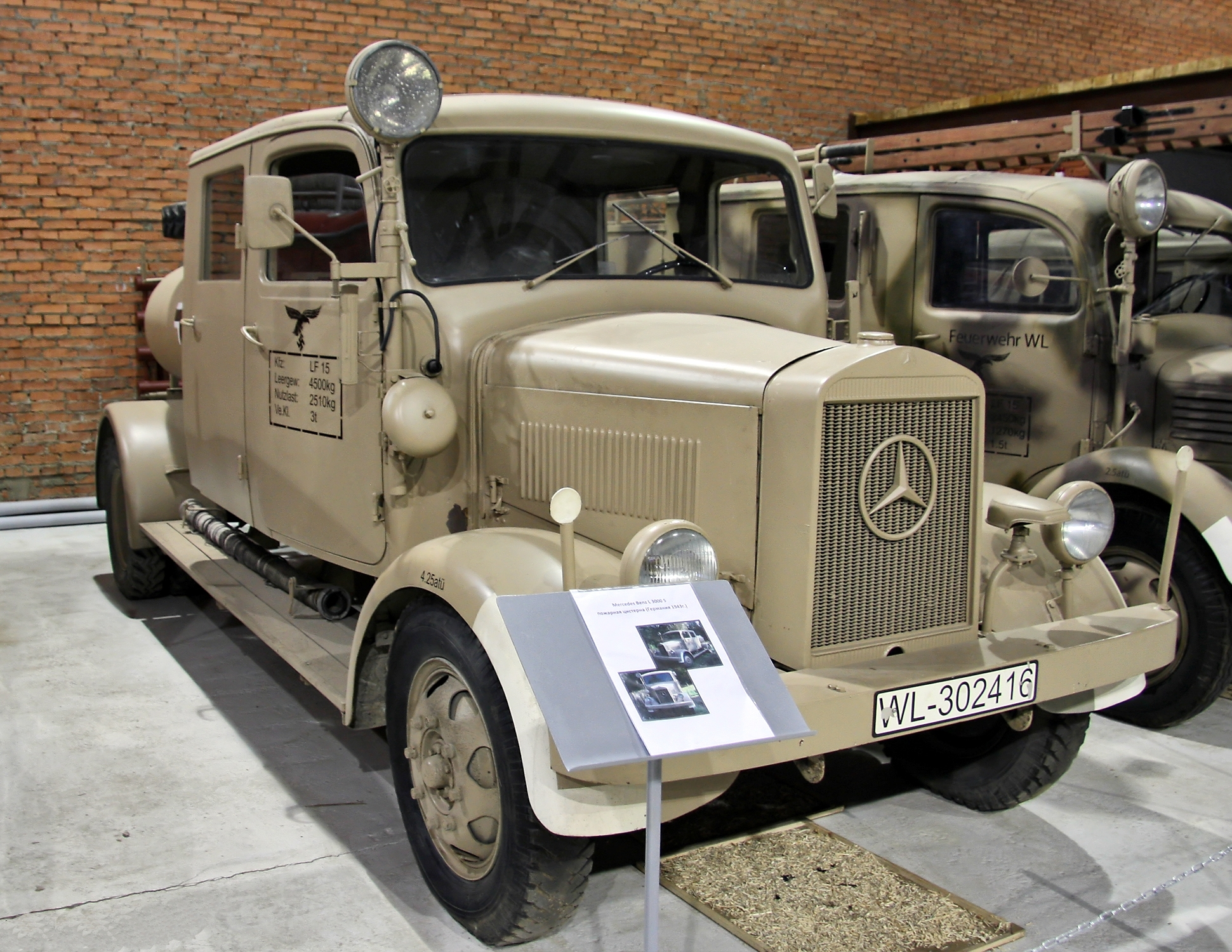
El camión Mercedes-Benz L 3000S en un museo en Noginsk, Rusia.

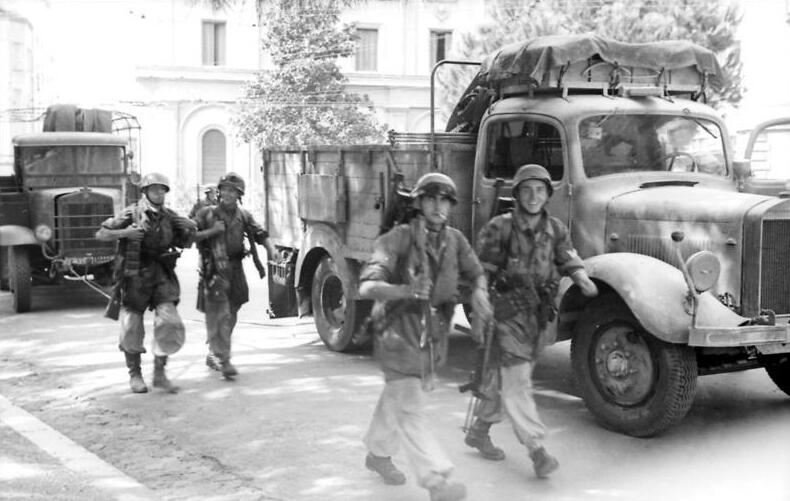
Mercedes-Benz L 3000 S en Italia con Fallschirmjäger, 1944.

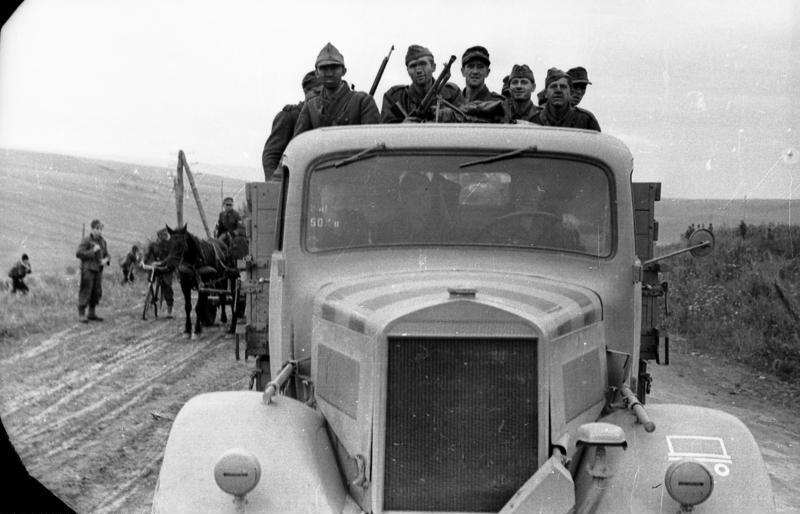
Mercedes-Benz L 3000, Hungría, 1944.

El Mercedes-Benz L3000 era un camión 4x2 de 3 toneladas con eje trasero utilizado por Alemania en la Segunda Guerra Mundial, propulsado por un Daimler-Benz OM 65/4 74   Motor diésel de 4 cilindros HP. Fue utilizado junto con el Opel Blitz, y demostró ser aún más confiable en terrenos difíciles; y fue utilizado en todos los frentes y ampliamente por el Afrika Korps. Fue fabricado en tres versiones, la L3000, la L3000A y la L3000S, de 1938 a 1943; Para entonces, se habían construido más de 27.700 de todas las versiones. Esto lo convirtió en el camión Mercedes-Benz más producido de la Segunda Guerra Mundial.

## Historia
A partir de 1896, Daimler Motoren Gesellschaft construyó no solo turismos, sino también camiones ligeros y pesados con una carga útil de hasta 10t para los sectores civil y militar. El Reichswehr también utilizó camiones de 3 toneladas como transporte de personal. Daimler-Benz en 1934 produjo algunos vehículos de prueba todoterreno con el nombre de Mercedes-Benz LG 63, que se sometieron a pruebas exitosas como Mercedes-Benz LG 3000 en producción en masa y se entregaron desde 1936 a la Wehrmacht, Reichspost, Reichsbahn y operaciones de negocios.

## Datos técnicos
| L 3000 A                  | L 3000 A                                                                  |
| Dimensiones y peso        | Dimensiones y peso                                                        |
| ------------------------- | ------------------------------------------------------------------------- |
| Longitud                  | 6255 mm                                                                   |
| Anchura                   | 2350 mm                                                                   |
| Altura                    | 2600 mm                                                                   |
| Distancia entre rejas     | 3800 mm                                                                   |
| Ancho de vía delantera    | 1633 mm                                                                   |
| Ancho de vía trasera      | 1650 mm                                                                   |
| Claridad del piso         | 225 mm                                                                    |
| Capacidad de vadeo        | 700 mm                                                                    |
| Diámetro de giro          | 15.2 m                                                                    |
| Masa                      | 4020 kg                                                                   |
| Carga útil                | 3020 kg (2600 kg)                                                         |
| Masa total máxima         | 7040 kg (6620 kg)                                                         |
| Más datos                 |                                                                           |
| Velocidad máxima          | 70 km/h                                                                   |
| Consumo de combustible    | 20 l/100 km (30 l/100 km)                                                 |
| Depósito de combustible   | 90 l combustible diésel                                                   |
| Batería de ácido sólido   | 2 × 12 V, 90 Ah                                                           |
| Tren motriz               |                                                                           |
| Embrague                  | Embrague seco de disco único                                              |
| Caja de cambios           | Caja de cambios de 5 velocidades con caja de cambios intermedia adicional |
| Llantas                   | 7.50-20 neumáticos todoterreno                                            |
| Manejo                    | Todas las ruedas motrices                                                 |
| Motor                     |                                                                           |
| Modelo                    | OM 65/4                                                                   |
| Tipo                      | Recta cuatro diésel con inyección de cámara de precombustión              |
| Sistema de refrigeración  | Agua                                                                      |
| Tren de válvulas          | OHV                                                                       |
| Diámetro × interior       | 105 × 140 mm                                                              |
| Capacidad                 | 4849 cc (296 cu in)                                                       |
| Radio de compresión       | 20:1                                                                      |
| Potencia nominal          | 55 kW (74 hp) at 2250 rpm                                                 |
| Par a la potencia nominal | 234 N·m at 2250 rpm                                                       |

() Cifras entre paréntesis: para conducir fuera de carretera

## Producción
| L 3000   | 3 t   | 1938-1939 | 12.840 |
| L 3000 S | 3 t   | 1939-1944 | 18.356 |
| L 3000 A | 3 t   | 1940-1942 | 2.069  |
| Fuente:  | [ 1 ] | [ 1 ]     | [ 1 ]  |